# Duboscia macrocarpa
Duboscia macrocarpa är en malvaväxtart som beskrevs av Bocq.. Duboscia macrocarpa ingår i släktet Duboscia och familjen malvaväxter. Inga underarter finns listade i Catalogue of Life.